# Août 2001

## Mercredi1eraoût2001
- En France, selon les statistiques du ministère de l’Intérieur, les crimes et délits ont augmenté de 9,58 % au cours du premier semestre 2001, soit 2 021 111 infractions enregistrées.
  - Statistiques par catégorie : homicides (-3,62 %), coups et blessures volontaires (+9,46 %), délinquance de la voie publique (+20,99 %), vols (+19,65 %), infractions économiques et financières (+18,92 %), crimes et délits contre les personnes (+13,69 %).
  - Statistiques par département de la région parisienne : Yvelines (+64,6 %), Seine-Saint-Denis (+64,6 %), Hauts-de-Seine (+50,31 %), Essonne (+15,9 %). Dans cette région les vols à mains armées sont en hausse de 30 % avec 74 braquages depuis le début de l’année.
- Des scientifiques israéliens annoncent avoir réussi pour la première fois à fabriquer des cellules cardiaques à partir d'un embryon humain.

## Jeudi2 août 2001
- En France, le corps partiellement calciné de la jeune Karine Schaaff, 17 ans, disparue le 23 juillet dernier, est retrouvé dans la forêt domaniale de Bitche en Moselle. Il a été trouvé sur les indications du principal suspect, Stéphane Krauth, 22 ans.
- Un attentat à la voiture piégée, attribué à l’IRA-véritable, fait 11 blessés dans l’ouest de Londres.
- Le TPIY de La Haye, condamne un officier supérieur de l'armée des serbes de Bosnie Radislav Krstić, à 46 ans de prison pour génocide. Il a été jugé responsable du massacre de Srebrenica survenu le 6 juillet 1995. Lors du passage en appel de la même affaire, sa peine sera réduite de 11 ans, l'accusation de génocide ayant été revue en complicité de génocide.

## Vendredi3 août 2001
- Le président-dictateur nord-coréen Kim Jong-il arrive à Moscou pour une visite officielle secrète de six jours. Le voyage de 9 000 km a été fait dans son train blindé.
- Au Liban, rencontre entre le patriarche maronite, le cardinal Nasrallah Sfeir et le chef druze Walid Joumblatt, pour consacrer l’alliance des communautés libanaises chrétiennes et druzes, contre l’occupant syrien.

## Samedi4 août 2001
- En France, le premier épisode de l'émission de télévision de télé réalité Koh-Lanta est diffusée sur TF1.

## Dimanche5 août 2001
- Au Liban, du 5 au 8 août, lors d’une série de rafles, les services de renseignements de l’armée libanaise, ont arrêté à peu près 250 partisans du Courant patriotique libre (CPL) du général Michel Aoun, de Parti National Libéral de Dory Chamoun et d’anciens membres des Forces Libanaises. Ces rafles font suite à la rencontre du 3 août entre les chefs de communautés chrétiennes et druzes.

## Lundi6 août 2001
- Décès d’une crise cardiaque, de l’écrivain brésilien Jorge Amado à l’âge de 88 ans.
- À Chinhoyi au Zimbabwe, 21 fermiers blancs ont été arrêtés et emprisonnés 15 jours pour être venus en aide à l’un de leurs collègues, assiégée dans sa maison, par une bande de squatters noirs armés et appuyés par l’administration corrompue du président Robert Mugabe. Les fermiers blancs ont été inculpés de violence publique alors que les agresseurs n’ont pas été inquiétés.

## Mardi7 août 2001
- Le géant pharmaceutique Bayer AG supprime sans crier gare l’un de ses médicaments vedette, un anticholestérol, dont la molécule, la « cérivastine » est efficace mais à des effets secondaires jugés dangereux. Son objectif était de « rassurer l’opinion et les marchés » mais cela va être le début d’une catastrophes boursière et de centaines de plaintes des utilisateurs (au nombre de 6 millions à travers le monde) et des victimes.

## Mercredi8 août 2001
- En France, le comédien Jean-Paul Belmondo (68 ans) est hospitalisé à la suite d’un AVC.
- Attentat suicide à la voiture piégée près d’un barrage de l’armée israélienne en Cisjordanie : Un soldat de blessé et le kamikaze palestinien tué.

## Jeudi9 août 2001
- Attentat de la pizzeria Sbarro à Jérusalem, revendiqué par le Hamas : 15 israéliens morts et 130 blessés.
- Dans la nuit du 9 au 10 août, la police israélienne ferme la Maison de l’Orient, siège officieux de l’OLP à Jérusalem et l’aviation bombarde un poste de police à Ramallah.

## Vendredi10 août 2001
- Un nouvel officier serbe de Bosnie, le colonel Vidoslav Blagojevic, accusé de « complicité de génocide » est arrêté par l’OTAN et transféré à La Haye auprès de TPIY.

## Samedi11 août 2001
- En France, braquage meurtrier de l’agence Caisse d’épargne du centre commercial des Trois-Fontaines à Cergy-Pontoise dans le Val-d'Oise. 
  - Le principal suspect, Habib Mezaoui, d’origine tchadienne et ancien vacataire de l’agence est arrêté le 12 août.
  - Le 13, le braqueur tente de s’évader lors de sa garde à vue.
- L’ancien archevêque de Lusaka, Emmanuel Milingo, 71 ans, qui avait épousé le 27 mai précédent à New York, une Coréenne de 43 ans, lors d’une cérémonie de la secte Moon, fait amende honorable et revient dans le giron de l’Église, après avoir été reçu par le pape Jean-Paul II, le 7 août.

## Dimanche12 août 2001
- Attentat suicide revendiqué contre un café dans la banlieue de Haïfa : 15 blessés et le kamikaze palestinien tué.
- Du 12 au 14 août, tournée diplomatique du ministre français des Affaires étrangères Hubert Védrine en Ouganda, au Rwanda, au Congo-Brazzaville et au Congo-Kinshasa.

## Lundi13 août 2001
- En Irlande du Nord, l'IRA provisoire suspend l'engagement du désarmement de ses troupes et invoquant la défiance des Unionistes à son égard.
- Dans la nuit du 13 au 14 août, incursion de l’armée israélienne dans la ville palestinienne de Jénine.
- Au Japon, le Premier ministre Jun'ichirō Koizumi, se recueille au sanctuaire Yasukuni, où sont honorés, à Tokyo, les « 2,5 millions de morts pour la patrie ». cet évènement a eu lieu malgré de fortes pressions internationales.
- En Macédoine, accord de paix signé sous l’égide de l'OTAN et de l'Union européenne représentée par François Léotard, avec une opération de ramassage des armes auprès des rebelles albanais contre le vote d’une série de mesures favorables à la minorité albanaise: enseignement en langue albanaise, présence renforcée d’Albanais dans l’administration

## Mardi14 août 2001
- Jean-Charles Corbet nouveau président d’Air Lib, depuis le 27 juillet avec l’appui du ministre communiste des transports Jean-Claude Gayssot, décide la suppression de 1 405 emplois, juste après s’être accordé une prime exceptionnelle de 855 904 € et une prime de 380 112 € à chacun de deux principaux cadres qui arrivent avec lui.
- Aux États-Unis, Hélios, le nouvel avion sans pilote de la NASA, atteint l’altitude record, en vol horizontal, de 96 500 pieds, soit 29 000 mètres.

## Mercredi15 août 2001
- En Allemagne, premier vol touristico-commercial d’un Zeppelin, au-dessus de la région du lac de Constance. Il s’agit d’une première depuis la catastrophe du Zeppelin Hindenburg le 7 mai 1937, à New York.
- En France, décès du doyen mondial des anciens combattants de la Première Guerre mondiale et doyen des Français Raymond Abescat à l'âge de 109 ans.
- En Bosnie, sur la base aérienne de l’OTAN, proche de Banja Luka, un nouvel officier serbe de Bosnie, le lieutenant-colonel Dragon Jokic, accusé de « complicité de génocide » se livre de lui-même à un des responsables du TPIY.
- En Macédoine, l’Otan annonce l’envoi d’un contingent de 3 500 hommes, chargé de récupérer dans un délai de  trente jours, les armes des rebelles albanais. 
  - Il s’agit de l’opération Moisson essentielle dont le déploiement commence à partir du 17 août.

## Vendredi17 août 2001
- À Monacia-d’Allène, en Corse, le chef nationaliste François Santoni est assassiné, à 1 heure du matin, en sortant d’une réception de mariage. Il fut l’ancien chef d’A Cuncolta Naziunalista et fondateur d’Armata Corsa.

## Samedi18 août 2001
- En France : 
  - Braquage violent de l’agence Caisse d’épargne de Domont dans le Val-d'Oise : un client blessé.
  - À  la Trinité-sur-Mer dans le Morbihan, rentrée politique de Jean-Marie Le Pen, devant plus de quinze cents personnes, en déclarant : « L’homme de gauche le plus détestable au pouvoir, ce n’est pas Jospin, mais Chirac ». Il définit ainsi l’enjeu de l’élection présidentielle 2002 : « La véritable question à laquelle devront répondre les Français est celle-ci : acceptent-ils d’un cœur léger que leur patrie, la France, sorte de l’histoire et disparaisse ? »

## Dimanche19 août 2001
- 53,28 % des électeurs inscrits dans les communes de Chamonix, des Houches et de Servoz en Haute-Savoie votent à 97,23 % contre le retour des camions dans le tunnel du Mont-Blanc. 
  - Le 16 août, le tribunal administratif de Grenoble avait déclaré illégale l’organisation de cette consultation. D’autres se sont réjouis de cette avancée vers une démocratie locale.
- Au 51e GP de Hongrie, l’Allemand Michael Schumacher s’assure, par la 51e victoire de sa carrière (égalant le record du nombre de victoires en Grand Prix, détenu depuis 1987 par Alain Prost), un quatrième titre de champion du monde des pilotes et un nouveau titre de champion des constructeurs à son équipe Ferrari. Il égale ainsi le record du Français Alain Prost en 1993.

## Lundi20 août 2001
- À Saint-Sébastien, un attentat à la bombe, cachée dans un jouet, tue une femme et blesse deux enfants.
- En Algérie, dans la Vallée de la Soummam, Plus de cent mille personnes se rassemblent lors d’une marche de protestation kabyle.

## Mardi21 août 2001
- À Morioni Plage en Corse, les corps calciné de deux proches de François Santoni, assassiné le 17 août, sont retrouvés à bord et à proximité d’une voiture incendiée.
- À la suite du référendum sur le tunnel du Mont-Blanc, organisé par trois municipalités de la vallée de Chamonix, le nouveau ministre de l’environnement Yves Cochet a déclaré : « les conditions de reprise de circulation des camions et des automobiles dans le tunnel du Mont-Blanc ne semblent pas réunies. »

## Vendredi24 août 2001
- Dans l’affaire de l'assassinat de François Santoni, les juges chargés de l’enquête signalent au procureur de la République, Jean-Pierre Dintilhac une éventuelle irrégularité de procédure, lors de la perquisition conduite au domicile parisien de l’avocate Christel Baldochi, compagne de Santoni, le 17 par la section anti-terroriste du parquet, sous la responsabilité de Michel Debacq. Mais, de ce point de droit, la cour de Cassation ne sera jamais saisie.
  - Cette affaire semble confirmer, ce que d’aucuns dénonçaient : la mise en avant, dans le déroulement des affaires sensibles, de supposées erreurs de procédure comme moyen dans les rapports de pouvoir internes au monde judiciaire.
- Aux États-Unis, le général d’aviation Richard Myers est nommé au poste de chef d’état-major interarmes par le président George W. Bush. Il est un partisan résolu du projet de bouclier antimissile et prendra ses fonctions le 30 septembre.

## Samedi25 août 2001
- Décès à Paris, à trois jours de ses 61 ans, de l’acteur et chanteur Philippe Léotard, frère de l’ancien ministre de la Défense François Léotard.
- Oslo, capitale de la Norvège, le prince Haakon héritier du trône épouse une roturière de 28 ans, Mette-Marit Tjessen-Hoiby, déjà mère d’un fils de quatre ans.
- À Marganit, dans la bande de Gaza, attaque spectaculaire contre un fortin israélien, menée par deux combattants du FDLP (Front démocratique de libération de la Palestine) de Nayef Hawatmeh : trois militaires israéliens tués et sept autres sont blessés, avant que les deux attaquants soient abattus.
- Décès de Aaliyah, chanteuse américaine, dans un crash d'avion.

## Dimanche26 août 2001
- En France :
  - À Ajaccio, dans l’affaire de l’assassinat de François Santoni, quatre membres d’Armata Corsa sont arrêtés dont Jean-Dominique Allegrini-Simonetti, considéré comme le chef de ce mouvement. Ils sont transférés à Paris dès le 27 août.
  - Près d’Albertville en Savoie, une montgolfière heurte une ligne à haute tension et s’écrase en faisant 6 morts.
- En représailles de l’attaque du fortin de Marganit, la veille, Tsahal lance des raids massifs de représailles, aériens et terrestres.
- Au large de l’île australienne de Christmas, 438 réfugiés en majorité d’origine afghanes, passagers d’un ferry en perdition, sont sauvés par le Tampa, porte-conteneurs norvégien qui faisait route vers l’Indonésie.
  - Le 27, Les gouvernements australiens et indonésiens refusent de laisser débarquer les réfugiés sur leur sol.

## Lundi27 août 2001
- En France :
  - Le premier ministre Lionel Jospin choisit d’effectuer sa rentrée politique devant le journal de 20 heures de TF1, et non pas devant l’université d’été du Parti socialiste à La Rochelle, comme il le faisait depuis 1997.
  - Du 27 au 31 août, à Lamoura dans le Jura, « Journées d’été des Verts », dominées par les dissensions nées des propos d’Alain Lipietz que certains disent s'être déclaré "favorable à une amnistie des crimes de sang en Corse, y compris pour les assassins du préfet Érignac". Accusations qu'il a récusées.
- À Ramallah, Abou Ali Moustapha, chef du FPLP (Front populaire de libération de la Palestine), est tué dans son bureau par des tirs d’hélicoptères israéliens.

## Mardi28 août 2001
- En France, l’action France Telecom est cotée à 38,63 € soit un recul de plus de 80 % en 18 mois : elle culminait en mars 2000 à 219 €, sa capitalisation boursière approchait 200 milliards d’euros et elle représentait un dixième de la valeur de la Bourse de Paris.

## Mercredi29 août 2001
- Discours du premier ministre australien pour le cinquantième anniversaire de l'ANZUS[1].

## Jeudi30 août 2001
- En France, neuf harkis portent plainte contre X pour « crimes contre l’humanité ». Ils sont soutenus dans leur démarche par le Comité de liaison des harkis.

## Vendredi31 août 2001
- En France : à La Rochelle, ouverture de l’université d’été du Parti socialiste.
- À Durban en Afrique du Sud, ouverture de la 3e conférence contre le racisme (jusqu’au 7 septembre). Tous les travaux vont tourner autour d’un projet de résolution finale reprenant les termes de la résolution du 10 novembre 1975 prise par l’Assemblée générale des Nations unies et assimilant le sionisme à une forme de racisme. Cette résolution avait été abolie en 1991.

## Naissances
- 3 août : 
  - Brandon Nakashima, joueur de tennis américain
  - Joshua Gaston Kitolano, joueur de football norvégien
- 4 août : Pelle Mattsson, footballeur danois.
- 8 août : 
  - Filip Misolic, joueur de tennis autrichien
  - Peter Pokorný, footballeur slovaque
- 12 août :
  - Dixie D'Amelio, chanteuse américaine
  - Yutaro Oda, footballeur japonais
  - Clàudia Pina, footballeuse espagnole
- 14 août : 
  - Piero Quispe, footballeur péruvien
  - Petar Stanić, footballeur serbe
- 16 août :
  - Danielle Aitchison, athlète handisport néo-zélandaise
  - Jannik Sinner, joueur de tennis italien.
  - Baysangur Chamssourdinov (baki), MMA fighter
- 19 août : Awak Kuier, joueuse de basket-ball finlandaise
- 21 août : 
  - Samuele Ricci, footballeur italien
  - Noah Söderberg, footballeur suédois
- 25 août : Niko Janković, footballeur croate
- 28 août : Anna Trintscher, chanteuse ukrainienne

## Décès
- 6 août : Jorge Amado, écrivain brésilien.
- 8 août :
  - Jean Dorst, naturaliste français.
  - Jean-Louis Flandrin, historien français.
- 12 août :
  - Pierre Klossowski, écrivain et dessinateur français.
  - Antonio José Galán, matador espagnol (° 19 novembre 1948).
- 19 août :
  - Henri-François Van Aal, journaliste et homme politique belge (° 4 janvier 1933).
  - Willy Vannitsen, coureur cycliste belge (° 8 février 1935).
- 20 août :
  - Charles Ausset, coureur cycliste français (° 28 septembre 1932).
  - Fred Hoyle, cosmologiste britannique.
- 25 août :
  - Raymond Abescat, vétéran français de la Première Guerre mondiale.
  - Aaliyah Dana Haughton, 22 ans, chanteuse et actrice.
  - Philippe Léotard, acteur français.